# Dulova Ves
Dulova Ves – wieś (obec) na Słowacji położona w kraju preszowskim, w powiecie Preszów. Pierwsze wzmianki o miejscowości pochodzą z roku 1417.
Według danych z dnia 31 grudnia 2016, wieś zamieszkiwało 960 osób, w tym 469 kobiet i 491 mężczyzn.
W 2001 roku pod względem narodowości i przynależności etnicznej, ludność kształtowała się następująco: 
- Słowacy – 97,26%,
- Romowie – 1,54%,
- Ukraińcy – 0,69%,
- Czesi – 0,17%,
- inne – 0,34%.

Ze względu na wyznawaną religię, struktura mieszkańców kształtowała się w 2001 roku następująco:
- Katolicy rzymscy – 85,08%
- Ewangelicy – 8,58%,
- Grekokatolicy – 3,77%,
- Inne – 2,57%.